# João Cucúzeles
João Cucúzeles (em grego clássico: Ἰωάννης Κουκουζέλης; romaniz.: Iōánnēs Koukouzélēs/Ioánnis Koukouzélis; em albanês: Jan Kukuzeli; em búlgaro: Йоан Кукузел; romaniz.: Ioan Kukuzel), conhecido como Angelófono e Mestre dos Mestres, foi um musicólogo e monge bizantino de origem albanesa e búlgara. É venerado como santo pela Igreja Ortodoxa.

## Biografia
João Cucúzeles nasceu provavelmente em Durrës, então parte do Reino da Albânia, embora algumas fontes reportem que teria nascido na localidade hoje inabitada de Djermintsi, perto de Debar, talvez nas últimas décadas do século XIII. Seu pai era albanês e sua mãe era búlgara. Seu sobrenome une uma raiz grega para o feijão-fava e uma eslava meridional para o repolho.
Conforme sua Vita, João deixou sua mãe, então viúva, para estudar em colégio na corte de Constantinopla, sendo logo favoritado pelo imperador bizantino Andrônico II. Buscando desprender-se da vida mundana, João rumou para o Mosteiro da Grande Lavra, e permanecendo lá em contemplação apesar da insistência de Andrônico. Neste período, estudou música bizantina sob o mestre João Glícis, divulgando e aprofundando sua obra. Desenvolveu grande devoção pela Virgem Maria, a quem dedicou muitos hinos, e o testemunho de milagres associados a ela lhe são também atribuídos. Não se sabe ao certo o ano em que teria morrido na segunda metade do século XIV ou nos primeiros anos do século XV, mas a data tradicional de sua morte é 1 de outubro, dia da festa da Proteção da Mãe de Deus. Foi enterrado em sua própria cela.

## Herança
Cucúzeles revolucionou a música bizantina a tal ponto que a fase do octoeco desde seus tempos até o século XIX, o "octoeco papádico", é marcada por sua obra. Introduziu novas formas de se estudar, analisar e ensinar a música sacra, além de forma própria de notação, mais compreensível. Hoje, há manuscritos de Cucúzeles tão distribuídos como em arquivos de Istambul, Salônica, Atenas, Atos, Vaticano, Paris e Viena.
João Cucúzeles é venerado como santo pela Igreja Ortodoxa, sendo celebrado no dia 1 de outubro. Há diversos hinos e ofícios compostos em sua memória. É chamado de "Angelófono" (isto é, "o de Voz de Anjo") e "Mestre dos Mestres".
Há uma escola pública de ensino médio com especialização em artes em Durrës. A seção búlgara do Dicionário Geográfico Antártico Composto homenageou Cucúzeles na nomeação da Enseada Kukuzel, na Península Byers, na Ilha Livingston.